# Museu del Ferrocarril d'Aguascalientes
El Museu del Ferrocarril d'Aguascalientes és un recinte museogràfic a la ciutat d'Aguascalientes (Estat d'Aguascalientes). Fundat en 2003 en el Complejo Ferrocarrilero d'aquesta ciutat, va ser allotjat en l'antiga estació de trens de la ciutat. Mostra tant unes 10 mil peces de restes materials de l'activitat ferrocarrilera (locomotores, vagons, riells) com els testimoniatges dels qui van treballar en aquest sector quan va existir.
El museu està en dos edificis, l'estació de trens de la ciutat i el magatzem de càrrega, tots dos inaugurats el 20 de novembre de 1911. Tots dos van ser construïts en els terrenys de la Hisenda de Ojocaliente, a partir de 1893. Els edificis van ser obra de l'arquitecte italià G.M. Buzzo. La part inferior de l'estació comptava amb les sales d'espera per als passatgers i un restaurant, i la part superior van ser oficines. Els edificis van ser renovats per l'arquitecte José Luis García Ruvalcaba per al seu funcionament com a museu en 2003.